# كأس هولندا 2009–10
كأس هولندا 2009–10 (بالهولندية: KNVB beker 2009/10)‏ هو الموسم 92 من كأس هولندا. أشرف على تنظيمه الاتحاد الملكي الهولندي لكرة القدم، وكان عدد الأندية المشاركة فيه 88، وفاز فيه أياكس أمستردام.